# 刘筱杰
刘筱杰（1953年5月—），山东省荣成市人。中华人民共和国政治人物。

## 生平
1974年10月，加入中国共产党。在海军4818厂先后任工人、科长、副厂长；1981年5月，调到牟平发动机厂任副厂长。1982年9月至1984年8月，在山东工业大学学习。毕业后分配到烟台市对外经济技术贸易公司工作，先后任部门经理、公司副总经理。1989年12月，到龙口市工作，先后任副市长、常务副市长、副书记等职。1995年1月调到莱阳市任市委副书记、市长，1997年12月，任中共莱阳市委书记。